# Sosia Galla
Sosia Galla (PIR1 S 0563) was de echtgenote van Gaius Silius Aulus Caecina Largus en werd samen met hem aangeklaagd voor verraad in 24 n.Chr. Galla werd ervan verdacht dat ze, toen haar man in 14 het bevel voerde in Germania Superior, samen met hem haar invloed had verkocht en had geholpen bij diens afpersingen van de inwoners van de provincia. Maar de echte reden was, aldus Tacitus, dat Galla was bevriend met Agrippina maior, de weduwe van Germanicus. Terwijl haar echtgenoot voor zelfmoord koos, werd Sosia verbannen en de helft van haar bezittingen geconfisqueerd. Door het ingrijpen van Marcus Aemilius Lepidus werd dit echter ingeperkt tot slechts een kwart en bleef de rest over voor haar kinderen.

## Antieke bron
- Tac., Ann. IV 19-20.